# Amfreville (Manche)
Amfreville [ɑ̃fʁəvil] ist eine Ortschaft und eine ehemalige französische Gemeinde mit 287 Einwohnern (Stand: 1. Januar 2019) im Département Manche in der Region Normandie. Sie gehörte zum Arrondissement Cherbourg und zum Kanton Sainte-Mère-Église.
Mit Wirkung vom 1. Januar 2016 wurden die ehemaligen Gemeinden Picauville, Amfreville, Cretteville, Gourbesville, Houtteville und Vindefontaine zur namensgleichen Commune nouvelle Picauville zusammengeschlossen. Der Verwaltungssitz befindet sich im Ort Picauville.
Am 1. Januar 2017 trat noch die früher eigenständige Gemeinde Les Moitiers-en-Bauptois hinzu. Alle ehemaligen Gemeinden haben in der neuen Gemeinde den Status einer Commune déléguée.

## Geografie

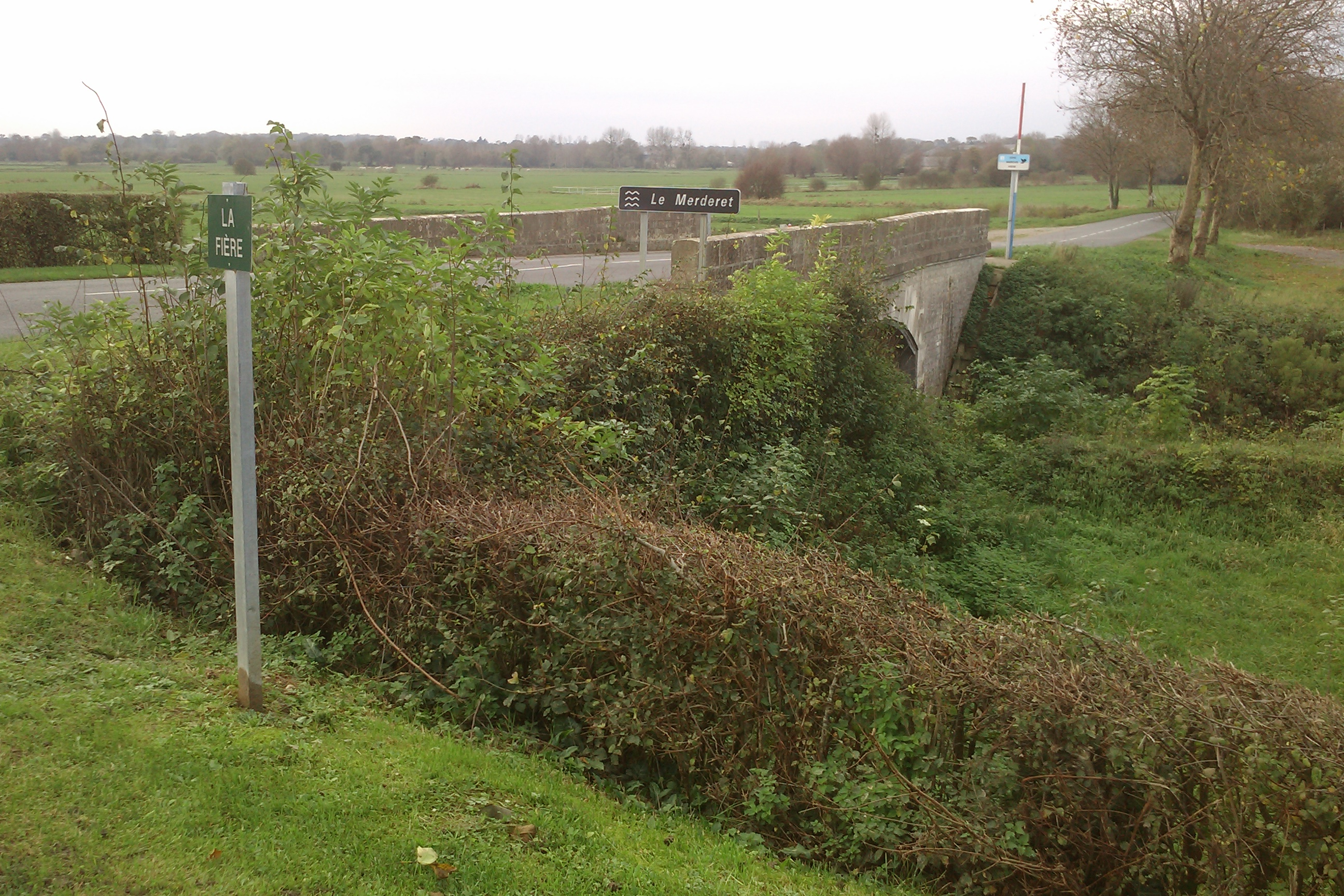
Brücke über den Merderet

Amfreville liegt in Nordfrankreich auf der Halbinsel Cotentin, etwa 90 Kilometer nordwestlich von Caen, der Hauptstadt der Region Basse-Normandie, etwa 47 Kilometer nordwestlich von Saint-Lô, dem Sitz der Präfektur des Départements Manche, etwa 30 Kilometer südöstlich von Cherbourg-Octeville, dem Sitz der Unterpräfektur des Arrondissements Cherbourg, und 5,6 Kilometer westlich von Sainte-Mère-Église, dem Hauptort des Kantons Sainte-Mère-Église, auf einer mittleren Höhe von 16 Metern über dem Meeresspiegel. Die östliche Gemeindegrenze bildet der Fluss Merderet.
Der Ort ist einer Klimazone des Typs Cfb (nach Köppen und Geiger) zugeordnet: Warmgemäßigtes Regenklima (C), vollfeucht (f), wärmster Monat unter 22 °C, mindestens vier Monate über 10 °C (b). Es herrscht Seeklima mit gemäßigtem Sommer.

## Geschichte
1793 erhielt Amfreville im Zuge der Französischen Revolution (1789–1799) den Verwaltungsstatus einer Gemeinde und 1801 durch die Verwaltungsreform unter Napoleon Bonaparte das Recht auf kommunale Selbstverwaltung.
1812 wurde Cauquigny eingemeindet.

## Kultur und Sehenswürdigkeiten

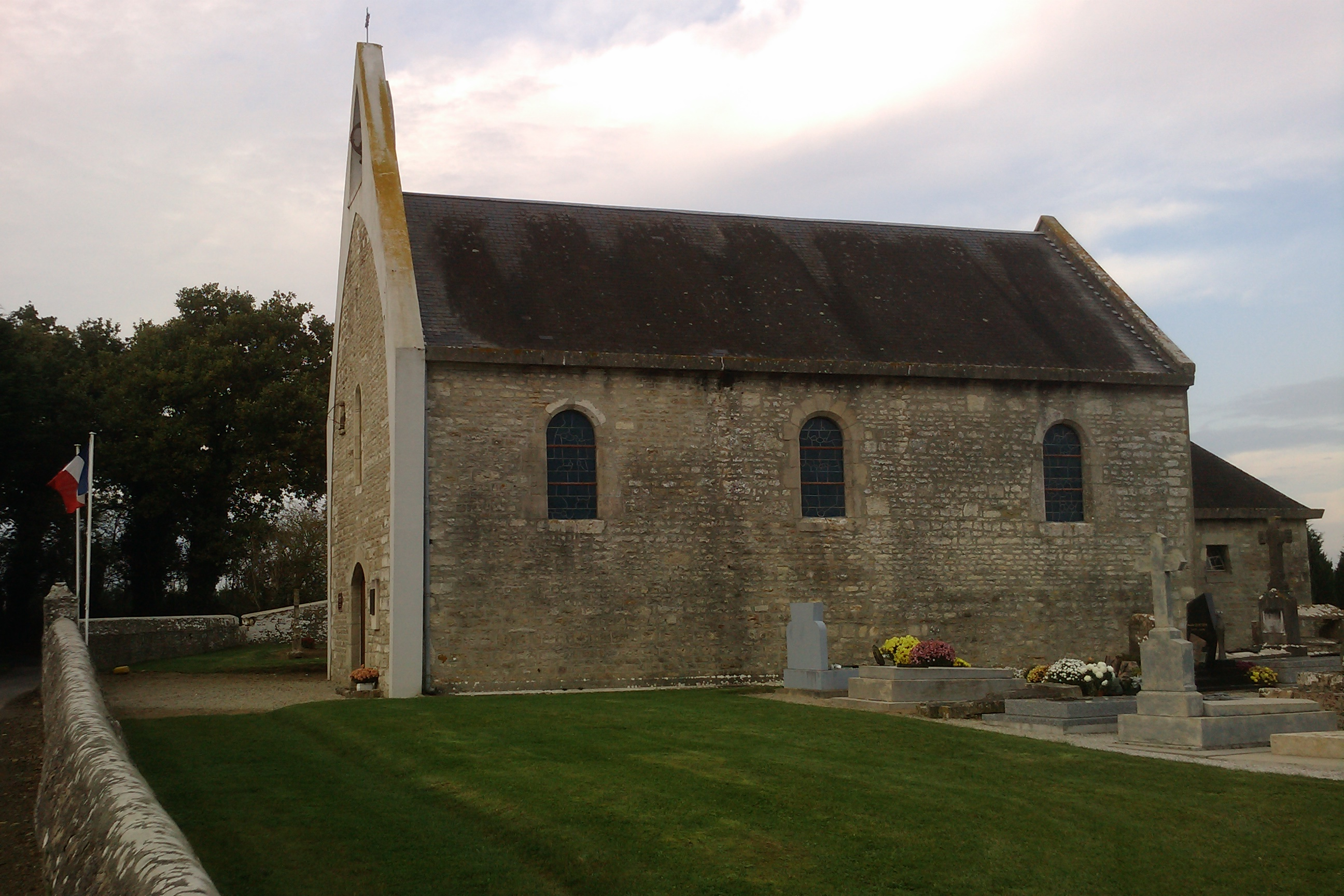
Die Kirche Saint-Férréol im Ortsteil Cauquigny

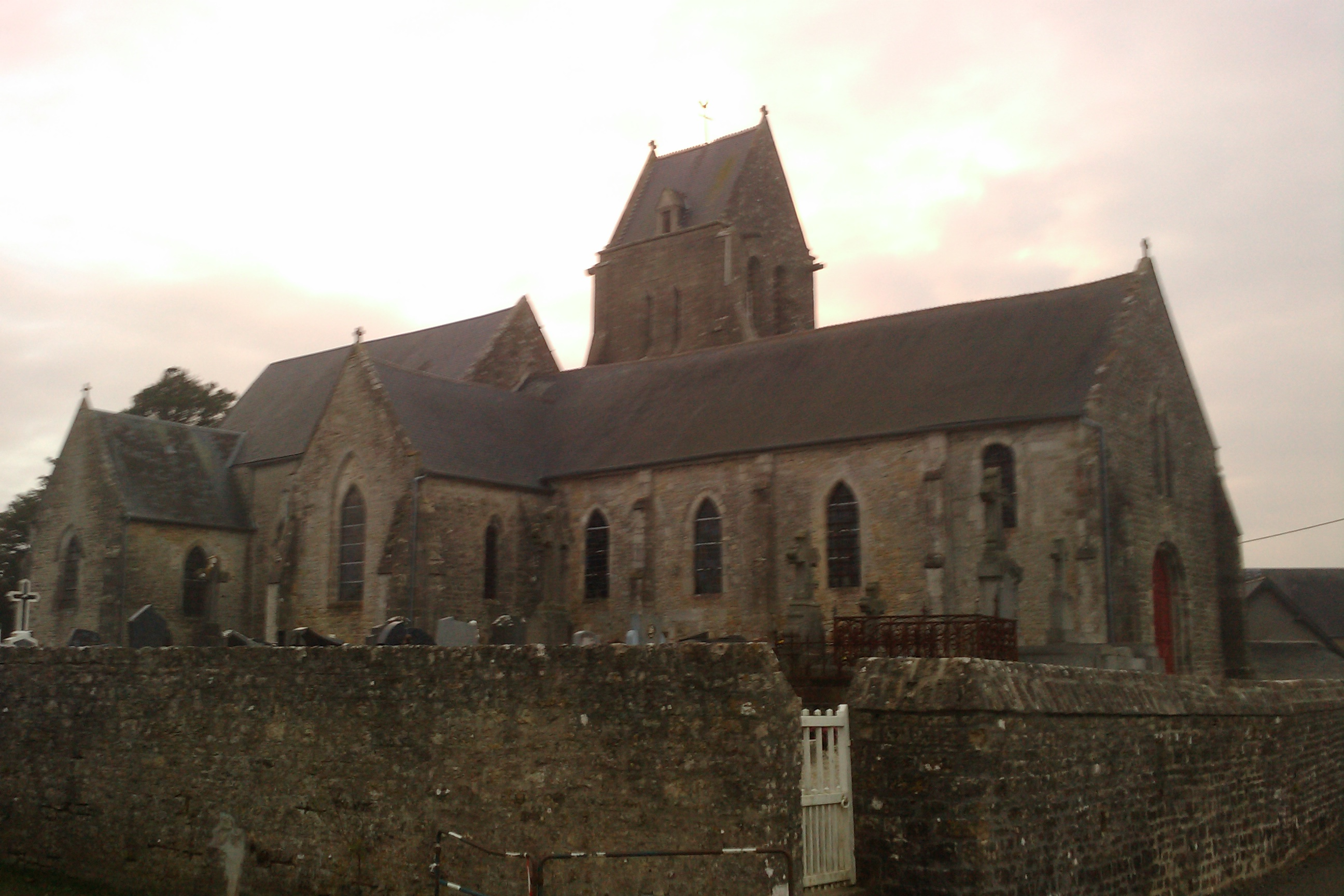
Kirche Saint-Martin in Amfreville

Die Pfarrkirche Saint-Férréol im Ortsteil Cauquigny wurde im 12. Jahrhundert errichtet aber im 18. Jahrhundert umgebaut. Im Zweiten Weltkrieg (1939–1945) wurde die Kirche schwer beschädigt und erst 1979 nach einer missglückten Restaurierung wieder für Gottesdienste genutzt.
Die Pfarrkirche Saint-Martin ist Martin von Tours geweiht. Sie wurde zu Beginn des 13. Jahrhunderts erbaut. Im 16. Jahrhundert wurde der Chor umgebaut, das Dachgewölbe des Chors wurde 1706 erneuert. Kirchenschiff und Kirchturm wurden gegen Ende des 18. Jahrhunderts restauriert.
Erste Befestigungsanlagen am Standort der Burg von Amfreville wurden in der Regierungszeit Wilhelms des Eroberers (ab 1035 Herzog der Normandie) gebaut. Erhaltene Gebäude sind die Eingangspforte, ein Teil des Wohngebäudes und die Kapelle. Diese Gebäude wurden im 14., 15. und 16. Jahrhundert errichtet. Ein neues Wohngebäude wurde um 1740 errichtet aber im Zuge der Französischen Revolution verlassen und zerstört. Die Nebengebäude wurden im 20. Jahrhundert teilweise erneuert. Teile der Burg wurden 1965 in das Zusatzverzeichnis der historischen Denkmale eingetragen.

## Wirtschaft und Infrastruktur
Im Jahr 2009 waren 15 Prozent der Erwerbstätigen im Ort beschäftigt, die anderen waren Pendler. 7,4 Prozent der Arbeitnehmer waren arbeitslos.
Der nächstgelegene Bahnhof befindet sich in Valognes und ist 12,3 Kilometer entfernt. Der nächste Flughafen ist der 27,3 Kilometer entfernt liegende Flughafen Cherbourg-Maupertus.
Auf dem Gebiet gelten kontrollierte Herkunftsbezeichnungen (AOC) für Camembert de Normandie, Pont-l’Évêque (Käse), Butter und Rahm d’Isigny sowie Lammfleisch (Prés-salés du Mont-Saint-Michel). Die Lämmer weiden auf salzigen Wiesen an der Baie du Mont-Saint-Michel. Außerdem gelten geschützte geographische Angaben (IGP) für Geflügel (Volailles de Normandie) und Cidre der Bezeichnungen de Normandie oder normand.